# Natalja Pavlovna Palej
Natalja Pavlovna Palej hercegnő és von Hohenfelsen grófnő (oroszul: Княжна Наталья Павловна Палей, németül: Gräfin Natalia Pawlowna von Hohenfelsen, angolul: Nathalie Paley) (Párizs, 1905. december 5. – Manhattan, 1981. december 27.) orosz és német nemes, filmszínésznő és modell.

## Élete
Natalja Pavlovna grófnő 1905-ben jött világra Pavel Alekszandrovics orosz nagyherceg és Olga Valerianovna Karnova harmadik, utolsó gyermekeként, egyben második leányaként. Édesapja II. Sándor orosz cár legifjabb gyermekeként született, első felesége, Alexandra görög királyi hercegnő gyermekszülés közben hunyt el. A nagyherceg ezután viszonyt kezdett Olga Valerianovna Karnovával, aki Erik Augusztyinovics von Pistohlkors német kisnemesi származású cári ezredes felesége volt. Olga Valerianovna cári engedéllyel elvált von Pistohlkorstól, majd titokban nőül ment Pavel Alekszandrovicshoz. Mikor a házasságkötés híre napvilágra került, II. Miklós orosz cár megfosztotta katonai rangjától a nagyherceget, illetve száműzte őt és második családját Oroszországból.
Pavel nagyherceg és Olga Valerianovna francia földön telepedtek le. 1904-ben Luitpold bajor királyi régensherceg a „gróf Hohenfelsen” rangot adta Olga Valerianovna és gyermekei számára. Ilyenformán Natalja Pavlovna Hohenfelsen grófnőként látott napvilágot 1905-ben a francia fővárosban. Szüleivel és két testvérével tíz éven keresztül élt Franciaországban, mígnem 1914-ben Pavel nagyherceg kibékült az orosz cári családdal, így a család hazatérhetett a száműzetésből. A nagyherceg is, és Natalja Pavlovna bátyja, Vlagyimir Pavlovics is bevonultak a hadseregbe az első világháború kitörésekor. 1915-ben II. Miklós cár a Palej hercegi címet juttatta Olga Valerianovnának és gyermekeinek, részben így fejezve ki megbocsátását, részben pedig mert a Hohenfelsen családnév német eredetre utalt, miközben Oroszország és Németország háborút viseltek egymás ellen.
1917-ben, a cárizmus megdöntését követően Pavel nagyherceget és Vlagyimir Pavlovicsot őrizetbe vették, mivel származásukból kifolyólag veszélyesnek ítélték meg őket az új rendszerre. A bolsevikok hatalomra kerülése után, 1918 júliusában több cári családtaggal egyetemben kivégezték Vlagyimir Pavlovicsot; 1919 legelején Pavel nagyherceg is erre a sorsa jutott. Olga Valerianovna és leányai nem forogtak veszélyben, mivelhogy nem viselték a Romanov családnevet. Natalja Pavlovna, édesanyja és nénje, Irina Pavlovna 1920 körül menekültek el Finnországon keresztül Oroszországból. Franciaországba költöztek, ahol Natalja Pavlovna „belevetette magát a párizsi arisztokrácia fényűző életének forgatagába”. Natalja hercegnő Lucien Lelong (1889–1958) világháborús hős és divattervező alkalmazottja lett. Bár kezéért többen is versengtek, ő 1927. augusztus 10-én feleségül ment Lelonghoz, körülbelül egy hónappal azután, hogy Lelong elvált első nejétől. Natalja Pavlovna ekkor férje felkérésére modellkedni kezdett, az újságok hamar felfigyeltek rá. Rendszeresen szerepelt a Vogue és a Harper Baazar magazinok címlapján. A színészi világ vonzotta, első szerepét 1930-ban kapta Jean Cocteau Le Sang d'un Poete című híres filmjében. 1933-ban Marcel L’Herbier francia rendező L’epervier című alkotásában, 1934-ben Korda Sándor magyar származűsú brit rendező The Private Life of Don Juan néven futó filmjében kapott mellékszerepet.
A nagyobb siker reményében az Egyesült Államokba költözött át. „Bár szerették és tisztelték egymást”, férjével ekkora már tönkrement a kapcsolata; végül 1937-ben váltak el. 1935-ben a szintén magyar felmenőkkel rendelkező George Cukor amerikai rendező Sylvia Scarlett című művében játszott. Ekkor került közeli barátságba a Sylvia Scarlett főszereplőjével, Katharine Hepburnnel, kapcsolatuk egy életen át kitartott. 1937-ben, válása után Natalja Pavlovna rövid életű viszonyba kezdett Jean Cocteau-val. Egyes források szerint a hercegnő teherbe esett a rendező-írótól, gyermekét azonban elvetette. 1937. szeptember 8-án Natalja Palej nőül ment John Chapman Wilson (1899–1961) színházi producerhez. A házaspár a Manhattan szigetén vásárolt otthont; kapcsolatukból nem született gyermek. Natalja Pavlovna Mainbocher divatcégénél helyezkedett el, több évig ott állt alkalmazásban.
Annak ellenére, hogy kétszer házasodott, a grófnőnek „valójában soha nem volt igazán köze egyetlen férfihoz sem. Magányos volt, és fájdalmát, száműzöttségét alkoholba fojtotta.” Natalja Pavlovna 1981. december 27-én hunyt el New York városában, hetvenhat éves korában. A New Jersey államban található Ewingben temették el.

## Filmográfia
- 1930 : Le Sang d'un poète
- 1933 : L'Épervier
- 1934 : Le Prince Jean
- 1934 : The Private Life of Don Juan
- 1935 : Sylvia Scarlett
- 1936 : Folies-Bergère
- 1936 : Les Hommes nouveaux